# Maria Anna Mozart
Maria Anna Walburga Ignatia Mozart (Salzburgo, 30 de julho de 1751 — Salzburgo, 29 de outubro de 1829), apelidada de Nannerl, foi uma musicista na Europa do século XVIII. Ela era a irmã mais velha de Wolfgang Amadeus Mozart. Maria Anna e Wolfgang foram os dois filhos de Leopold Mozart e Anna Maria Pertl Mozart que sobreviveram. Quando adulta, foi conhecida por Marianne.

## Infância
Nannerl iniciou seus estudos de teclado com seu pai, aos sete anos de idade, quando demonstrou ser uma criança prodígio. Leopoldo, seu pai, a levava com seu irmão em turnês a cidades como Viena e Paris, explorando seus talentos. No início, Nannerl ganhava grande audiência e era reconhecida como uma excelente tecladista, Nannerl tinha tanto talento quanto seu irmão Wolfgang. Contudo, devido à opinião dos pais e os costumes sociais da época, ficou claro que seria impossível para Maria Anna seguir carreira. Depois de 1769, não foi mais permitido que ela demonstrasse o seu talento nas viagens junto a seu irmão, visto que ela já tinha alcançado idade para se casar. Enquanto Wolfgang viajava pela Itália com seu pai alcançando grandes triunfos durante os anos da década de 1770, Marianne ficava em casa com sua mãe, em Salzburgo. Marianne ficou em casa também com seu pai quando Wolfgang visitou Paris e outras cidades (1777-1779) junto de sua mãe.
Há evidências de que Marianne compôs músicas em cartas nas quais seu irmão elogia seu trabalho, mas nas diversas correspondências deixadas pelo seu pai não há nenhuma menção às suas composições, e nenhuma sobreviveu.

## Marianne e Wolfgang
Quando Wolfgang Mozart mal andava, Nannerl era seu ídolo. Manyard Solomon escreve: ...aos três anos, Wolfgang se inspirou em música observando seu pai a dar aula a Marianne. Ele queria ser como ela. As duas crianças eram bem próximas uma da outra, e eles inventaram uma linguagem secreta e um "reino ao contrário" em que eles eram rei e rainha. As primeiras cartas de Wolfgang a Marianne são bem carinhosas e incluem algumas das charadas da linguagem secreta que eles usavam em suas brincadeiras de infância. Wolfgang também chegou a escrever no diário de sua irmã, fazendo menção a ele próprio na terceira pessoa. Wolgang Mozart escreveu diversas peças para sua irmã tocar, inclusive o Prelúdio e Fuga em Do maior, K.394 (1782). Até 1785, ele enviava cópias de seus concertos para ela, em Sankt Gilgen (até o concerto Nº21).

Maria Anna ao lado do seu Irmão e seu pai do lado direito com um violino e um retrato de sua mãe ao centro

Quanto à relação deles como adultos, as literaturas diferem. O Grove diz que Wolfgang permaneceu sempre próximo a ela. Em contraste, Maynard Solomon disputa que mais tarde nas suas vidas, Wolfgang e Marianne foram cada um para um lado completamente diferente, acrescentando que depois da triste visita de Mozart a Salzburgo, em 1783, ele e Marianne nunca se visitaram novamente e nunca viram os filhos um do outro, além de que suas correspondências diminuíram até 1788, quando se encerraram completamente.

## Casamento e descendência
Oposta ao seu irmão que desobedecia as ordens e desejos de seu pai (nas escolhas profissionais e no casamento), Marianne permaneceu totalmente submissa às ordens de seu pai. Ela se apaixonou por Franz d'Ippold, que era um capitão e tutor, mas foi forçada pelo seu pai a recusar a proposta de casamento de d'Ippold. Wolfgang tentou, em vão, fazer com que sua irmã fizesse sua própria vontade.

Por fim, Marianne casou-se com um rico magistrado, Johann Baptist Franz von Berchtold zu Sonnenburg, em 23 de Agosto de 1783, e foram morar em Sankt Gilgen, uma vila na Áustria, a uns 25 km de distância ao leste da casa dos Mozarts, em Salzburgo. Sonnenburg já era duas vezes viúvo e tinha cinco filhos dos seus dois casamentos anteriores. Além de ajudar a cuidar dos filhos de Sonnenburg, Marianne teve com ele três filhos: Leopold Alois Pantaleon (1785-1840), Jeanette (1789-1805) e Maria Babette (1790-1791).

## Os últimos anos
Após a morte de seu marido, em 1801, Marianne retornou a Salzburgo acompanhada de dois filhos e mais quatro filhos adotivos e lá trabalhou como professora de música. Na sua velhice, Marianne teve seu primeiro encontro com sua cunhada, Constanze, depois da triste visita em 1783. Em 1820, Constanze e seu segundo marido, Georg Nikolaus von Nissen, se mudaram para Salzburgo, embora Marianne não soubesse que Constanze ainda estava viva. O encontro foi produtivo, pois Marianne deixou com Constanze as cartas de Wolfgang que colecionava, inclusive as cartas entre ele e o pai, Leopold, até 1781; tudo para ser usado na biografia de Wolfgang Mozart que os Nilssens estavam escrevendo.
Em 1821, Marianne recebeu a visita de seu sobrinho, Franz Xaver Mozart, a quem ela nunca havia conhecido durante a vida de seu irmão. Ele tinha vindo de Lemberg para reger uma performance do Requiem de seu pai, em lembrança a Georg Nikolaus, que havia falecido recentemente.
Nos últimos anos, a saúde de Marianne deteriorou-se muito e ela ficou cega em 1825. Durante uma visita de Mary Novello, em 1829, esta registrou a impressão de que Marianne estava cega, enlanguescendo, exausta, frágil e quase sem fala. Marianne faleceu no dia 29 de Outubro de 1829, sendo então enterrada no cemitério da igreja de São Pedro, Salzburgo.